# Stręgielek
Stręgielek (deutsch Klein Strengeln) ist ein Ort in der polnischen Woiwodschaft Ermland-Masuren. Er gehört zur Landgemeinde Pozezdrze (Possesern, 1938 bis 1945 Großgarten) im Powiat Węgorzewski (Kreis Angerburg).

## Geographische Lage
Stręgielek liegt östlich vom Jezioro Stręgielek (polnisch Klein Strengelner See) im Nordosten der Woiwodschaft Ermland-Masuren. Bis zur Kreisstadt Węgorzewo (Angerburg) sind es zehn Kilometer in nordwestlicher Richtung.

## Geschichte
Das seinerzeit Klein Strengeln genannte Dorf wurde 1874 mit dem Ortsteil Vorwerk Natalienhof (polnisch Golikowo, nicht mehr existent) in den Amtsbezirk Przerwanken eingegliedert, der – vor 1907 in „Amtsbezirk Wiesental“ umbenannt – bis 1945 bestand und zum Kreis Angerburg im Regierungsbezirk Gumbinnen der preußischen Provinz Ostpreußen gehörte.
Im Jahre 1910 waren in Klein Strengeln 346 Einwohner gemeldet. Ihre Zahl blieb bis 1925 gleichbleibend, stieg bis 1933 auf 358 und belief sich 1939 noch auf 349.
In Kriegsfolge kam Klein Strengeln 1945 mit dem gesamten südlichen Ostpreußen zu Polen und trägt seither die polnische Namensform „Stręgielek“. Der Ort ist Sitz eines Schulzenamtes (polnisch sołectwo) als Ortschaft im Verbund der Landgemeinde Pozezdrze (Possessern, 1938 bis 1945 Großgarten) im Powiat Węgorzewski (Kreis Angerburg), vor 1998 zur Woiwodschaft Suwałki, seither zur Woiwodschaft Ermland-Masuren gehörig.

## Kirche
Klein Strengeln war vor 1945 einerseits in das evangelische Kirchspiel der Kirche Kutten in der Kirchenprovinz Ostpreußen der Kirche der Altpreußischen Union eingepfarrt, andrerseits in die katholische Kirche Zum Guten Hirten Angerburg im Bistum Ermland.
Heute gehört Stręgielek zur katholischen Pfarrei Kuty im Bistum Ełk (Lyck) der Römisch-katholischen Kirche in Polen und auch zur evangelischen Kirchengemeinde in Węgorzewo, einer Filialgemeinde der Pfarrei Giżycko (Lötzen) in der Diözese Masuren der Evangelisch-Augsburgischen Kirche in Polen.

## Verkehr
Stręgielek liegt an einer Nebenstraße, die die polnische Landesstraße DK 63 (einstige deutsche Reichsstraße 131) bei Pozezdrze (Possessern, 1938 bis 1945 Großgarten) mit der Woiwodschaftsstraße DW 650 (Reichsstraße 136) bei Budry (Buddern) verbindet. Eine Bahnanbindung besteht nicht.